# Gabaon

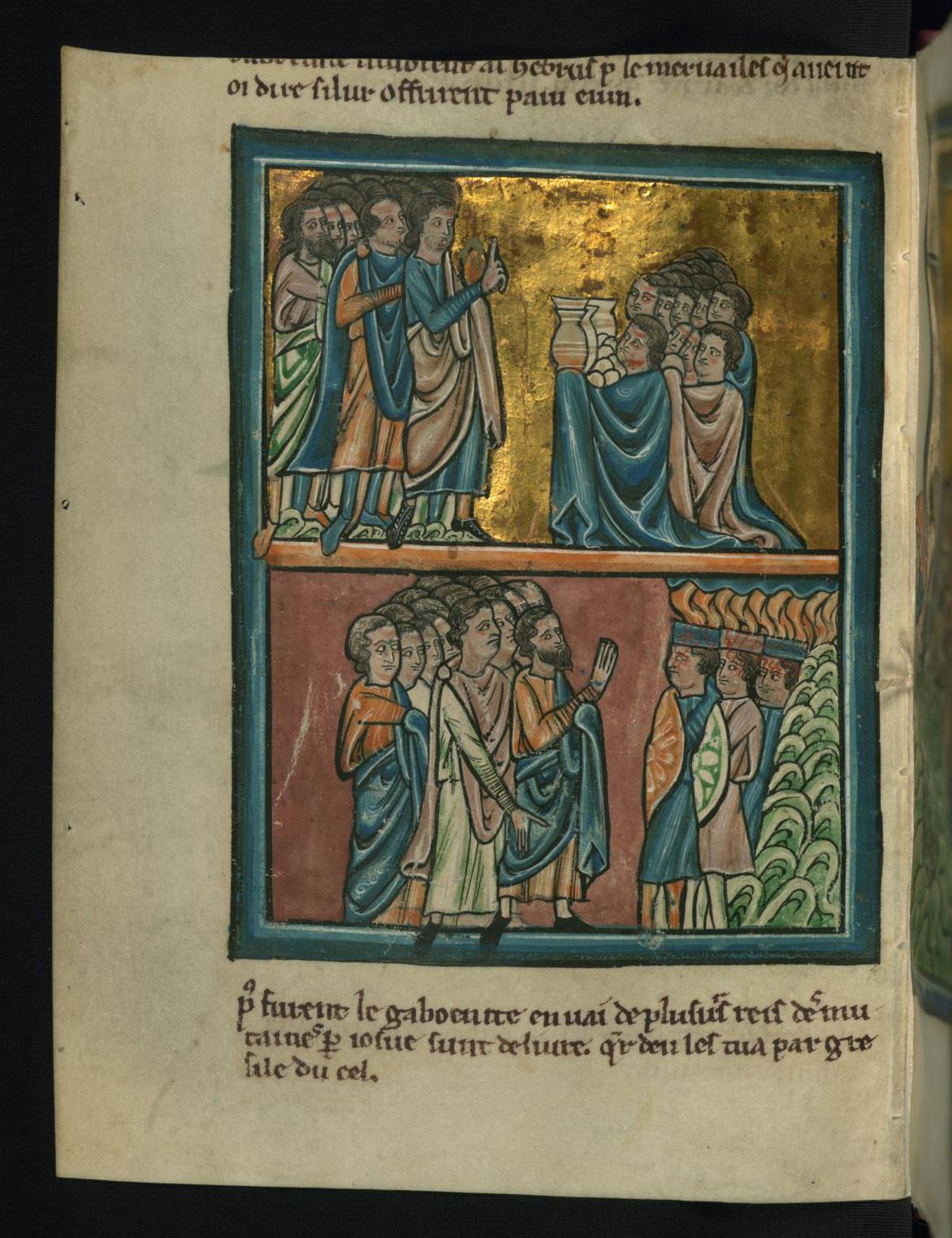
I gabaoniti si uniscono agli Israeliti (in alto) e i gabaoniti minacciati dai re amorrei (in basso); illustrazioni di De Brailes

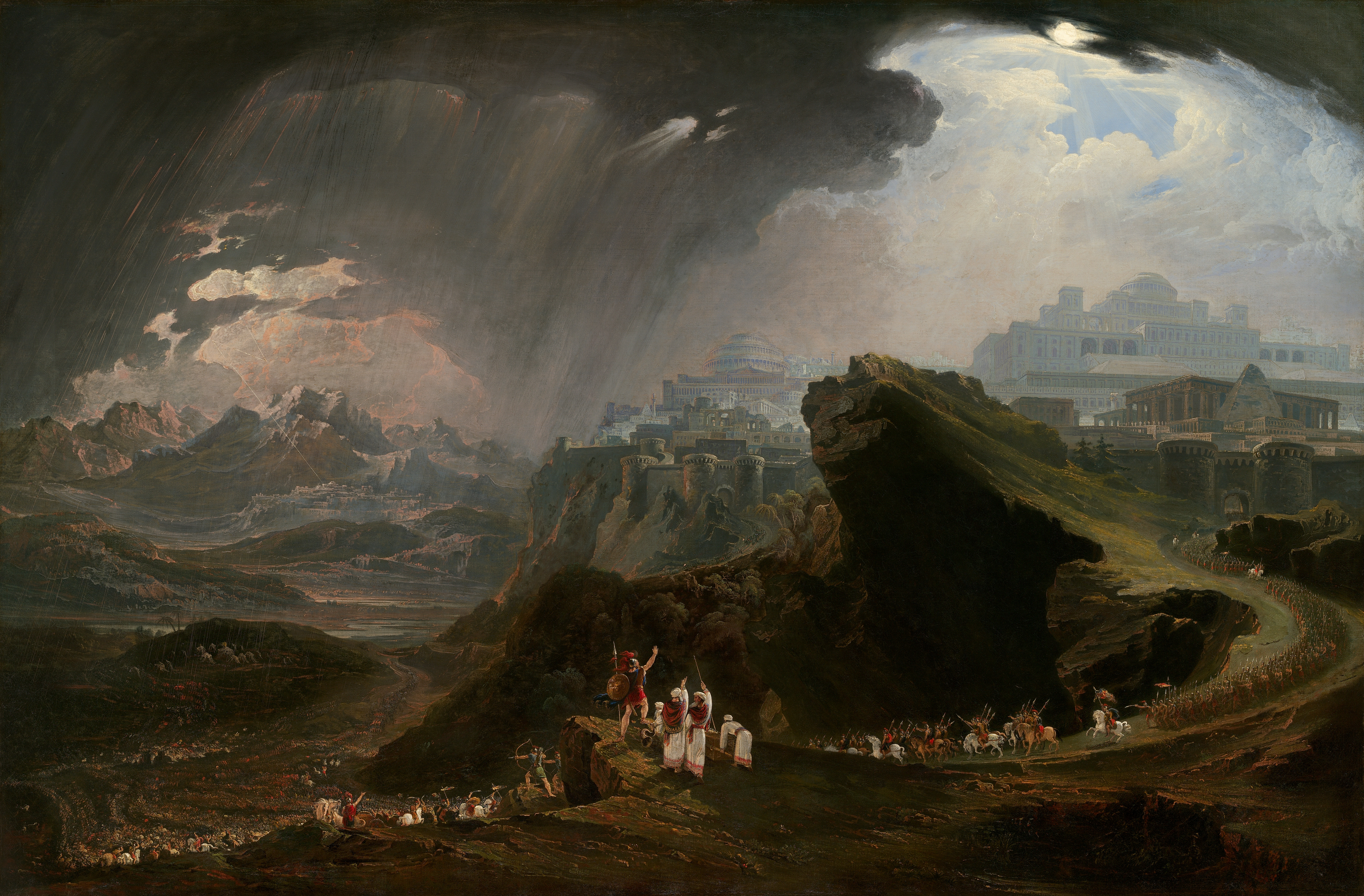
Giosuè ordina al Sole di fermarsi sopra Gabaon, dipinto di John Martin (1816)

Gabaon (in ebraico גבעון‎?, in ebraico standard Giv'on, in ebraico tiberiense Giḇʻôn) era una città cananita a nord di Gerusalemme che, secondo il racconto biblico, fu presa da Giosuè.
Precedentemente alla conquista gli abitanti di Gabaon, i gabaoniti, erano Evei secondo Gs 11,19, mentre erano Amorrei secondo 2Sm 21,2.
Oggi le rovine di Gabaon si trovano ai confini meridionali del villaggio palestinese di Al Jib.
La città di Gabaon è nota perché secondo il testo biblico qui Giosuè ottenne che il sole e la luna interrompessero il loro moto.